# Дубровицька міська територіальна громада
Дубровицька міська громада — територіальна громада в Україні,  в Сарненському районі Рівненської области. Адміністративний центр — м. Дубровиця.
Площа громади — 1091,3 км², населення — 34 800 осіб (2020).

## Населені пункти
У складі громади 1 місто (Дубровиця) і 39 сіл:
- Бережки
- Бережниця
- Берестя
- Білаші
- Великий Черемель
- Великі Озера
- Велюнь
- Вільне
- Грані
- Грицьки
- Загребля
- Залішани
- Залужжя
- Заслуччя
- Зелень
- Колки
- Кривиця
- Крупове
- Кураш
- Лісове
- Літвиця
- Лютинськ
- Мочулище
- Нивецьк
- Озерськ
- Орв'яниця
- Осова
- Острівці
- Підлісне
- Порубка
- Працюки
- Різки
- Сварицевичі
- Селець
- Соломіївка
- Трипутня
- Узлісся
- Шахи
- Ясинець